# Falanks
Falanksen var en formation brugt af hære i antikken. Den kendes tidligst fra sumererne og var i brug, til den gradvist blev erstattet af den romerske legion. Falanksen bestod af infanterister (græsk: hoplitter) i flere geledder, der stod tæt sammen bag deres skjolde (græsk: aspis).
Falanksen marcherede mod fjenden i tæt formation, hvor den med lanser eller spyd søgte at bryde fjendens formation. Afhængig af de anvendte spyd og modstanderens formation var de første to til fem geledder i stand til at nå fjenden med deres spyd. Mændene bagved pressede med skjolde for at holde presset mod fjenden. Samtidig supplerede de, når nogen faldt.
Falanksen var en stabil formation, og tabene i en falanks kom først, når formationen brød sammen.